# Hemaris staudingeri

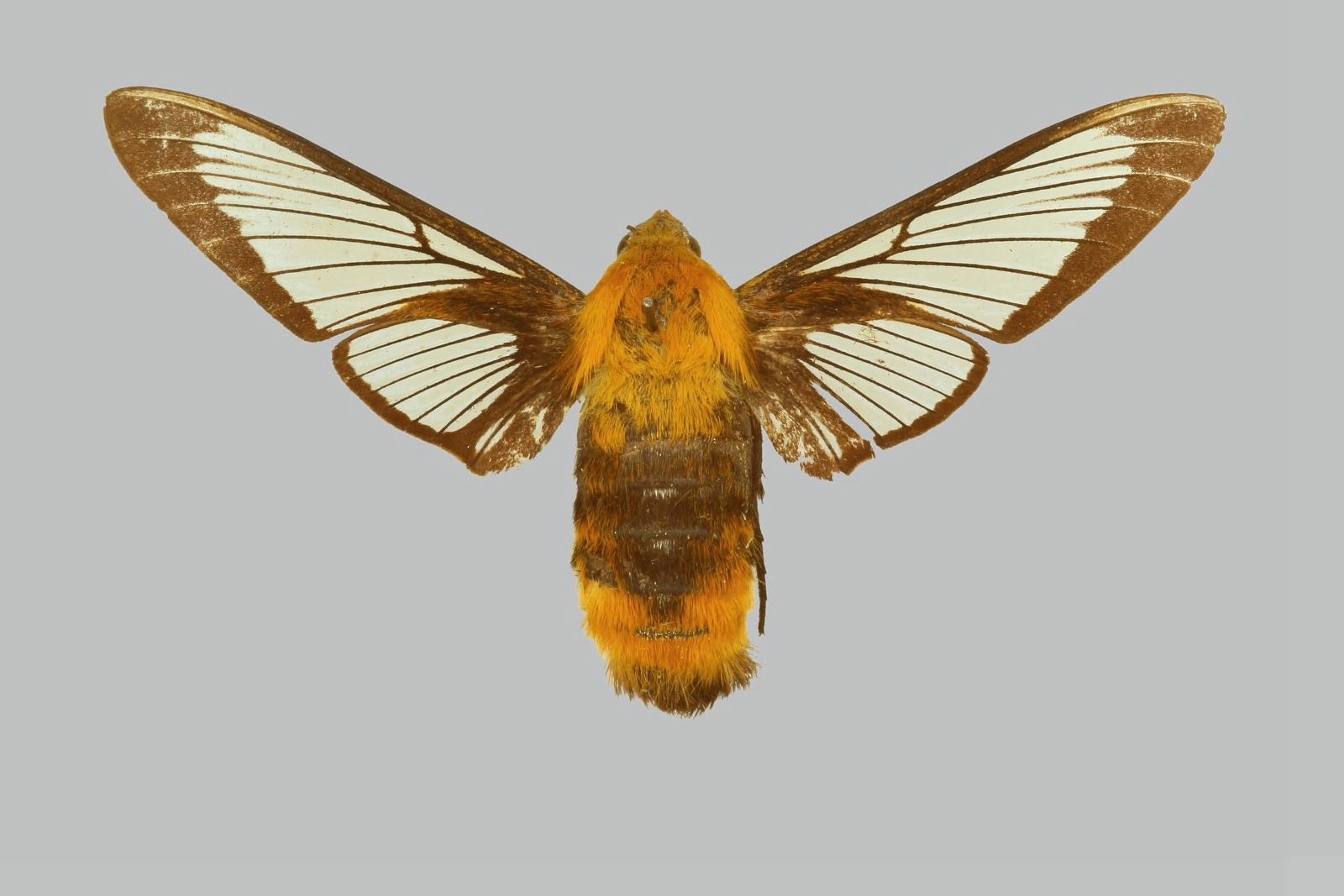
Hemaris staudingeri, Weibchen

Hemaris staudingeri ist ein Schmetterling (Nachtfalter) aus der Familie der Schwärmer (Sphingidae).

## Merkmale
Die Basis auf der Oberseite der Vorderflügel der Falter ist schwarz oder nahezu schwarz. Die durchsichtige Diskalzelle wird nicht längs durch eine beschuppte Linie geteilt. Die Queradern sind mit Ausnahme jener am Apex der Diskalzelle nicht stärker beschuppt als die Cubitalader. Der Innenrand der Marginalbinde ist gerade oder gezähnt. Die Basis auf der Oberseite der Hinterflügel ist ebenso schwarz oder nahezu schwarz. Die vordere Hälfte des Hinterleibs ist am Rücken mehr oder weniger schwarz gefärbt und hebt sich von den hinteren, gelb-orangen Segmenten deutlich ab. Die Schienen (Tibien) der Hinterbeine sind mit Ausnahme der Basis schwarz. Die Art sieht Hemaris ottonis sehr ähnlich, diese Art unterscheidet sich jedoch vor allem durch helle Streifen an den Seiten des Thorax.

## Vorkommen und Lebensweise
Die Art ist in Ost- und Zentralchina (Shaanxi, Anhui, Shanghai, Zhejiang, Hubei, Sichuan(?), Hunan, Jiangxi, Guangdong), nördlich bis in den Süden des fernen Osten Russlands (Region Primorje) verbreitet. Sie besiedelt Laubwälder. Die Falter sind in Guangdong von Ende März bis Ende April, in Zhejiang im April, Mai und Juli bis Mitte August, in Shaanxi, Shanghai, Hubei und Hunan im Juli, in Anhui Ende August, in der Region Primorje Mitte Juli und Anfang August dokumentiert. Zumindest aus Zhejiang sind zwei Generationen im April und von Juli bis August bekannt. Die Puppe wird 43 bis 45 Millimeter lang. Als Raupennahrungspflanzen sind Heckenkirschen (Lonicera) dokumentiert.

## Belege